# Al-Zahra College for Women
Das Al-Zahra College for Women (arabisch كلية الزهراء للبنات, DMG Kulliyyat az-Zahrāʾ li-l-Banāt) ist ein privates College in Oman. Es wurde 1999/2000 gegründet und liegt in Maskat/Madinat al-Ilam.

## Geschichte
Das Al-Zahra College for Women (ZCW) nahm im akademischen Jahr 1999/2000 mit 50 Studentinnen seinen Lehrbetrieb auf. Das College ist von Anfang an mit der Al-Ahliyyah Amman University (AAU) in Jordanien assoziiert und steht unter der Aufsicht des Ministry of Higher Education (MoHE) des Sultanats von Oman. Zunächst bot es zweijährige Diplomkurse in Informatik, Buchhaltung, Betriebswirtschaftslehre, Finanzierung & Bank, englischer Philologie und Literatur an. Am 13. April 2003 erlaubte das MoHE die Weiterführung der Diplomkurse als Bachelor-Kurse. Ein Jahr später, im Februar 2004, beantragte das College beim MoHE, dass zusätzlich zu den Diplomkursen auch der Bachelor-Grad verliehen werden darf, was entsprechend genehmigt wurde. Ebenfalls im Jahr 2004 wurde dem ZCW erlaubt, die Abteilung für Graphisches Design zu gründen. Für die Qualitätssicherung und die strategische Planung ist seit dem 1. September 2005 das „Planning & Quality Assurance Department“ gegründet.

## Campus
Das College hat zwei Hauptgebäude. Die Abteilung für Informatik und die Verwaltung ist in einer großen Villa untergebracht. Die anderen Abteilungen sind in vier benachbarten Gebäuden untergebracht.

## Struktur und Aufbau
Die Hochschule besteht derzeit aus sieben Abteilungen:
- Department of Postgraduates
- Department of General Foundation
- Department of Design
- Department of English Language & Literature
- Department of Information Technology
- Department of Managerial & Financial Sciences
- Department of Law

Die Hochschule verfügte im akademischen Jahr 2005/06 über insgesamt 87 Angestellte: 39 Lehrkräfte, 2 Lehrassistenten, 17 Verwaltungsangestellte, 20 Assistenten und 12 Arbeiter.

## Akademische Anbindung
Alle privaten Hochschuleinrichtungen in Oman müssen eine akademische Anbindung an eine renommierte internationale Universität oder Hochschule vorweisen können. Das Al Zahra College for Women ist akademisch an die Al-Ahliyya Amman University in Jordanien angebunden.

## Studierende und Studiengebühren
Im akademischen Jahr 2020/2021 studieren an der Universität über 806 Frauen (ohne Law Department).. Die Studiengebühren für ein Bachelor Degree liegen zwischen R.O. 7080 und 7865 R.O. (ca. 18,789 €).

## Studiengänge
Es werden die folgenden vierjährigen Bachelor-Studiengänge angeboten:
- Law
- Business Administration
- Accounting
- Financial and Banking Sciences
- Computer Science
- Software Engineering
- English Language and Literature
- Translation
- Graphic Design
- Interior Design

Alle Studienangebote können auch mit einem zweijährigen Diplom abgeschlossen werden.
Darüber hinaus wird ein General Foundation Kurs zur Vorbereitung auf das Studium sowie ein Master of Business Administration (MBA) angeboten.

## Aufnahmebedingungen
Als Aufnahmebedingung werden mindestens 50 % des Certificate of General Education vorausgesetzt, was eine relativ geringe Hürde für die Zulassung darstellt.